# (1258) Sicilia
(1258) Sicilia – planetoida z pasa głównego asteroid okrążająca Słońce w ciągu 5 lat i 252 dni w średniej odległości 3,19 au. Została odkryta 8 sierpnia 1932 roku w Landessternwarte Heidelberg-Königstuhl w Heidelbergu przez Karla Reinmutha. Nazwa planetoidy pochodzi od Sycylii, największej wyspy na Morzu Śródziemnym. Przed nadaniem nazwy planetoida nosiła oznaczenie tymczasowe (1258) 1932 PG.